# ایل بیگی (روستا)
'ایل بیگی، روستایی ساحلی در حاشیه زاینده رود است که در شهرستان سامان از توابع استان چهارمحال و بختیاری قرار دارد. دارای گویش محلی بسیار زیبا ودوست داشتنی هستند. از مهم‌ترین مراکز گردشگری این روستا می تون به پل زمانخان اشاره کرد.

## جمعیت
این روستا در شهرستان سامان قرار دارد و براساس سرشماری مرکز آمار ایران در سال ۱۳۸۵، جمعیت آن ۴۴۳ نفر (۱۲۰خانوار) بوده است.